# Fidji aux Jeux paralympiques d'été de 2020
Les Fidji participent aux Jeux paralympiques d'été de 2020 à Tokyo. 

## Jeux précédents
Les Fidji, alors une colonie britannique, font leur entrée aux Jeux paralympiques lors des Jeux d'été de 1964, également à Tokyo. Le pays est représenté par un seul athlète, en haltérophilie. Les Fidji envoient une délégation de huit athlètes aux Jeux d'été de Toronto en 1976, puis s'absentent jusqu'en 1996, et ont toujours participé aux Jeux d'été depuis cette date. Aux Jeux de 2012 à Londres, les Fidjiens obtiennent leur première médaille paralympique : Iliesa Delana remporte la médaille d'or à l'épreuve du saut en hauteur, catégorie F42 hommes. Il est par la suite nommé ministre assistant à la Jeunesse et aux Sports.

## Athlètes engagés

### Athlétisme
Iosefo Rakesa et Inosi Matea Bulimairewa se sont qualifiés en atteignant les minima requis pour participer à ces Jeux. 
Iosefo Rakesa, né vers 1995 le septième de huit enfants et atteint de nanisme, pratique l'athlétisme handisport depuis 2013, après avoir été joueur amateur de rugby et de football. Il se qualifie pour les Jeux paralympiques grâce à ses résultats aux Jeux du Pacifique de 2019 (qui lui valent une médaille de bronze) et prendra part aux épreuves de lancer du poids et du javelot dans la catégorie F41 (ancienne catégorie F40) pour athlètes nains,,.
Inosi Matea Bulimairewa, né en 1987, est issu d'une famille de fermiers de canes à sucre aux Fidji. Amputé de la jambe gauche au-dessus du genou en 2000 en raison d'un cancer des os, il a vécu avec des béquilles avant de recevoir une prothèse en 2012. Installé en Australie, il travaille comme technicien de prothèses et d'orthèses à l'hôpital d'Alice Springs, et est le premier à pratiquer cette spécialité en Australie-Centrale. Il se qualifie pour l'épreuve de lancer du javelot en catégorie F64 aux Jeux paralympiques grâce à sa médaille d'argent dans cette discipline aux Championnats d'Océanie d'athlétisme 2019,,,,.